# 八幡町 (滋賀県)
八幡町（はちまんちょう）は、滋賀県蒲生郡にあった町。現在の近江八幡市の中心部から北東端にかけての地域および沖島にあたる。

## 地理
- 島嶼：沖島
- 山岳：鶴翼山（八幡山）、長命寺山
- 湖沼：琵琶湖、大中湖、西の湖
- 河川：豊後川、八幡堀、白鳥川、長命寺川

## 歴史
- 1889年（明治22年）4月1日 - 町村制の施行により、八幡町（八幡新町三丁目・八幡新町二丁目・八幡新町元・八幡玉木町元・八幡玉木町二丁目・八幡正神町・八幡小幡町中・八幡小幡町上・八幡本町五丁目・八幡本町四丁目・八幡本町三丁目・八幡本町二丁目・八幡本町元・八幡池田町元・八幡池田町二丁目・八幡池田町三丁目・八幡池田町四丁目・八幡池田町五丁目・八幡板屋町・八幡北末町・八幡北元町・八幡元玉屋町・八幡佐久間町・八幡日杉町・八幡孫平治町元・八幡孫平治町二丁目・八幡寺内西元町・八幡寺内西末町・八幡新町四丁目・八幡魚屋町上・八幡魚屋町中・八幡魚屋町元・八幡宮内町・八幡大杉町・八幡為心町元・八幡為心町中・八幡為心町上・八幡仲屋町元・八幡桶屋町・八幡仲屋町中・八幡仲屋町上・八幡永原町元・八幡間之町・八幡永原町中・八幡永原町上・八幡博労町上・八幡博労町中・八幡博労町元・八幡西畳屋町・八幡東畳屋町・八幡江南町・八幡玉屋町・八幡大工町・八幡新左衛門町・八幡薬師町・八幡鉄砲町・八幡生須町・八幡船町・八幡鍛冶屋町・八幡慈恩寺町元・八幡慈恩寺町中・八幡慈恩寺町上・八幡鍵之手町・八幡縄手町元・八幡縄手町中・八幡縄手町末）の区域をもって発足。
- 1933年（昭和8年）3月3日 - 宇津呂村を編入。
- 1951年（昭和26年）4月1日 - 島村を編入。
- 1954年（昭和29年）3月31日 - 岡山村・金田村・桐原村・馬淵村が合併して近江八幡市が発足。同日八幡町廃止。

## 町長
- 西川甚五郎

## 交通

### 鉄道路線
東海道本線・近江鉄道八日市線の近江八幡駅が隣接する金田村に所在。

## 名所・旧跡・観光スポット・祭事・催事
- 日牟禮八幡宮
- 八幡山城